# 南塘镇 (陆丰市)
南塘镇，是中华人民共和国广东省汕尾市陆丰市下辖的一个乡镇级行政单位。

## 行政区划
南塘镇下辖以下地区：
南塘社区、西美村、圳头村、东桥村、南安村、南湖村、后西村、梧厝村、后径村、乌石村、四池村、长山村、竹坑村、环林村、潭头村、龙岭村、苑西村、大埔村、新河村、北湖村、白山村、溪南村、居住坑村、汤湖村和沙溪村。